# Julien Ingrassia
Julien Ingrassia (Aix-en-Provence, 26 november 1979) is een Frans rallynavigator, actief naast Sébastien Ogier voor het fabrieksteam van Citroën.

## Carrière

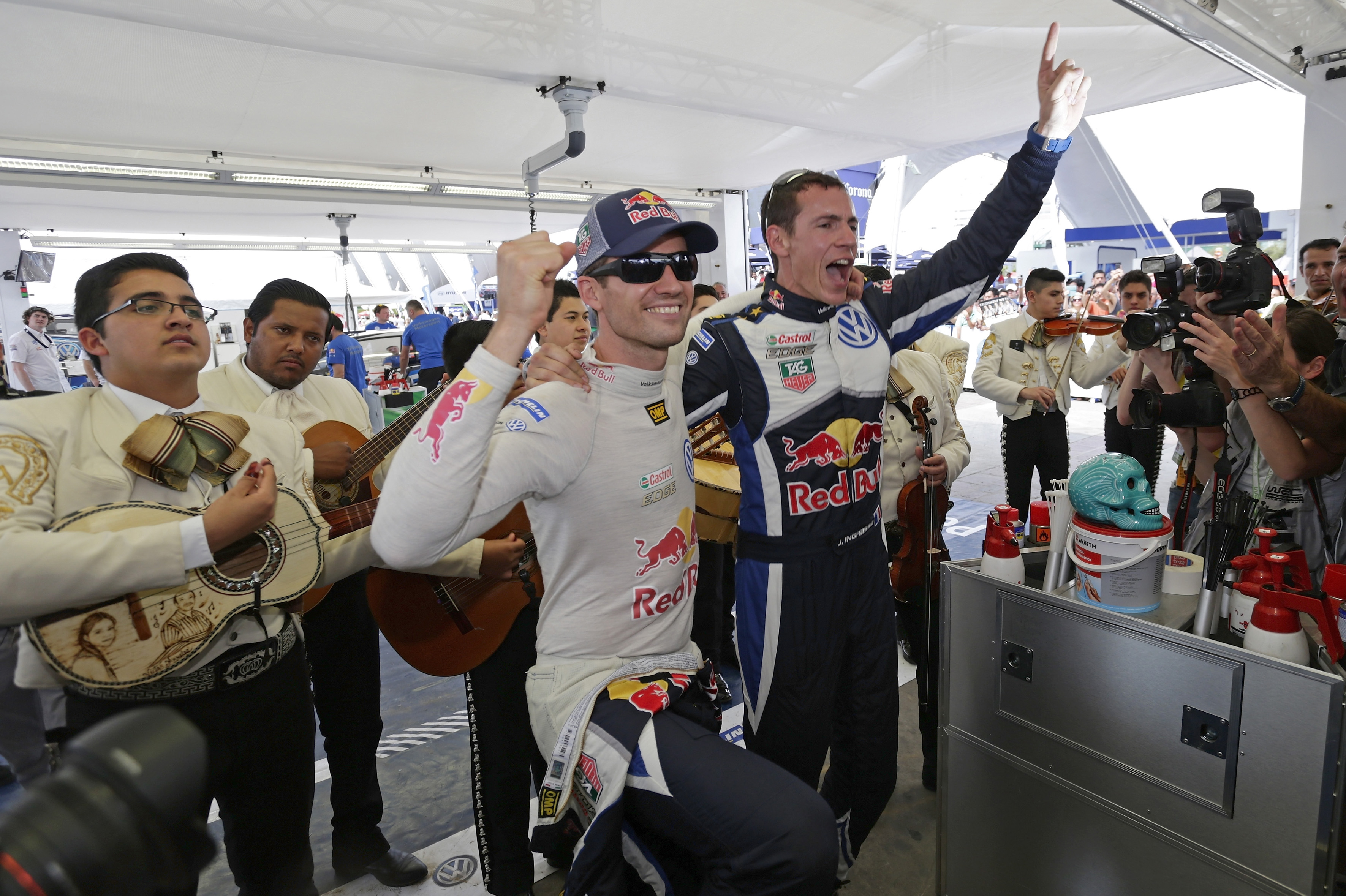
Ogier en Ingrassia (rechts) vieren hun overwinning in Mexico in 2015

Julien Ingrassia debuteerde als navigator in de rallysport in 2002 en zit sinds 2006 naast Sébastien Ogier. Met Ogier maakte hij ook zijn eerste opwachting in het wereldkampioenschap rally. Het duo greep dat jaar de titel in het Junior World Rally Championship met een Citroën C2 S1600. In de seizoenen 2009 en 2010 kwamen ze uit voor het Citroën Junior Team en wonnen ze de rally van Portugal in 2010 met de Citroën C4 WRC. Met deze auto wonnen ze voor het fabrieksteam van Citroën datzelfde jaar ook de Japanse WK-ronde. In het seizoen 2011 behaalden ze in de Citroën DS3 WRC vijf WK-rally overwinningen en eindigden ze als derde in het kampioenschap.
Voor 2012 maakte Ingrassia samen met Ogier de overstap naar Volkswagen. In 2013 behaalden ze met de Volkswagen Polo R WRC hun eerste wereldtitel. Hierna wisten ze met Volkswagen de titel tot drie keer toe succesvol te verdedigen. Sinds het vertrek van het Duitse team na afloop van het 2016 seizoen zijn Ingrassia en Ogier samen ingestapt bij M-Sport, actief met de Ford Fiesta WRC. Zij werden dat jaar voor de vijfde keer wereldkampioen.
Ingrassia is na Daniel Elena de meest succesvolle navigator in de geschiedenis van het WK rally.